# Mădălin Lemnaru
Mădălin Vlad Lemnaru (n. 26 martie 1989 în Brașov) este un jucător român de rugby în XV. Evoluează pe postul de aripă de treisferturi (wing).

## Carieră
Primul sport a fost boxul, dar s-a apucat de rugby la sfatul lui Vasile Soporan, antrenorul echipei CFR CSU Brașov, care l-a format și pe Cătălin Fercu. Apoi s-a transferat la UAV Arad, înainte de a pleca în 2010 la RCM Timișoara, cu care a cucerit Cupa României în 2011 și a câștigat SuperLiga în 2012 și 2013. A fost și inclus în echipa de dezvoltare Lupii București, care evoluează la nivel european. În ianuarie 2013 a suferit o ruptură a tendonului lui Ahile la piciorul stâng într-o partidă de Challenge Cup cu Bath Rugby și a trebuit să plece într-o clinică franceză pentru a se recupera. S-a întors pe teren în mai 2014.
Și-a făcut debutul la echipa națională a României într-un meci de calificare la Cupa Mondială de Rugby din 2011 împotriva Spaniei în februarie 2009. A participat la Cupa Mondială de Rugby din 2011 și la cea din 2015. Până în octombrie 2015, a strâns 29 de selecții în națională și a marcat 35 de puncte, înscriind șapte eseuri.